# Аматуни (княжеский род)
Аматуни́ (арм. Ամատունիներ) — армянский княжеский род, известен после IV века. Обладал значительным влиянием.

## История
Династия князей Аматуни, имевших каспио-мидийское или маннейское происхождение, вела своё начало из Артаза, области располагавшейся между озёрами Ван и Урмия с центром в городе Шаваршан. Позднее владели областью Арагацотн западнее озера Севан с центром в крепости Ошакан.
Во время войны своему сюзерену, царю Армении, отправляли 500 лошадей, что показывает политический вес и военный потенциал этого рода. После свержения Сасанидами монархии Аршакуни в Армении в 428 году, Ваан Аматуни был назначен помощником иранскогo марзпанa Армении. Тем не менее, Ваан был среди тех, которые опротестовали попытку Йездигерда II навязать зороастризм христианам Армении в 448—449 годах, был вызван в персидский двор в Ктесифон, а в 451 году принял участие в армянском восстании против Ирана. В результате Ваан и ряд других из рода Аматуни были изгнаны в Горган. Позднее, в 482 году, Вараз-Шапух Аматуни раскрыл марзпану план ещё одного восстания. Наконец, во время войны 572—591 годов между иранской и римской империями, Котит Аматуни в числе других армянских князей недовольных бюрократическим угнетением императора Маврикия, перешёл на сторону Хосрова II. Около 596 году представители рода были казнены в Ктесифоне. Тяжесть арабского ига после падения Сасанидов привела к армянскому восстанию 771—772 годах. Провал восстания заставил многих его лидеров бежать в Византию. В 791 году Шапух Аматуни вместе с сыном Амам и около 12 000 сторонниками мигрировали в Византийскую империю. Гевонд, автор конца VIII века сообщает:
Лишившись всего имущества, голые, босые, голодные, нуждающиеся в пище, хотя уже и поздно, они решили перейти в страну греческую. Число их, говорят, было до 12 000 мужей с жёнами и детьми. Предводителями их были Шапухр, из рода Аматуни, Хамам, сын его и другие из вельмож армянских и их всадников. Немилосердные неприятели погнались за ними и настигли их на пределах Иверии, в области Ког; но были разбиты и обращены в бегство; а сами они перешли реку Акампсис, которая, протекая по стране тайской на северо-запад через Егерию, впадает в Понт. По переходе их через реку, слух о них скоро дошёл до императора Константина, который призвал их к себе, наградил почестями вельмож и их всадников; а остальной народ поселил в плодоносной и богатой стране.
В последующие столетия другие представители рода все ещё правящие в Артазе, упоминаются среди вассалов Арцруни Васпуракана. В XIII и XIV веках этот дом, под фамилией Вачутян, вновь занял видное место на этот раз в сфере влияния Грузии. Под сюзеренитетом Камсаракан Пахлавуни и Закарянов, они правят в Арагацотне а также в соседних землях Ширака и Нига с его крепостью Амберд. После этого Аматуни вышли из исторической сцены.

## Предполагаемые потомки
После средних веков в истории род Аматуни не проявлялся, хотя в 1784 году ответвишимся от него признано другое семейство с тем же именем: груз. ამატუნი, и, следовательно, княжило в Грузинском царстве. После присоединения Грузии Россией, род подтвердил княжеский титул 25 марта 1862 года. Род внесён в V часть родословной книги Тифлисской губернии.